# Campylaspis arcuata
Campylaspis arcuata är en kräftdjursart som beskrevs av Jones 1974. Campylaspis arcuata ingår i släktet Campylaspis och familjen Nannastacidae. Inga underarter finns listade i Catalogue of Life.